# Горяйстівка
Горя́йстівка — село в Україні, у Чупахівській селищній громаді Охтирського району Сумської області. Населення становить 174 осіб. До 2020 орган місцевого самоврядування — Олешнянська сільська рада.

## Географія
Село Горяйстівка знаходиться на правому березі річки Олешня, вище за течією на відстані 1,5 км розташоване село Олешня, нижче за течією примикає село Лисе, на протилежному березі — село Садки. Селом тече Балка Вовча з загатами. До села примикає лісовий масив (дуб).

## Історія
За даними на 1864 рік у власницькому та казеному селі Олешанської волості Лебединського повіту Харківської губернії мешкало 447 осіб (222 чоловічої статі та 235 — жіночої), налічувалось 53 дворових господарства.
В 1948 році колгосп «Червоноармієць» став переможцем в Охтирському районі. 36 його працівників удостоєно високих державних нагород СССР.

## Відомі люди
В селі народився Олексій Прокопович Берест — лейтенант Червоної Армії, що встановив, разом з М. Єгоровим та М. Кантарією, Прапор Перемоги на даху німецького Рейхстагу о 21.50 30 квітня 1945 року.
Найвищими державними нагородами СССР — орденом Леніна нагороджені ланкові місцевого колгоспу:
1948 — Жигаліна (Берест) Катерина Прокопівна
1949 — Заброда Неоніла Степанівна